# 1856 na ciência

## Eventos
- Sir William Perkin sintetiza a mauveína, o primeiro corante sintético. Criado como um subproduto acidental na tentativa de criar a quinina a partir do alcatrão de hulha. Esta descoberta é a fundação da indústria de corantes sintéticos, uma das primeiras indústrias químicas bem sucedidas.[1]

## Nascimentos
| Data | Nome | Profissão | Nacionalidade | Observações | Ref |
| ---- | ---- | --------- | ------------- | ----------- | --- |

## Mortes
| Data         | Nome             | Profissão                                   | Nacionalidade         | Observações                                        | Ref         |
| ------------ | ---------------- | ------------------------------------------- | --------------------- | -------------------------------------------------- | ----------- |
| 24 de agosto | William Buckland | Deão de Westminster, geólogo e paleontólogo | Reino da Grã-Bretanha | n. 1784 Medalha Copley 1822 Medalha Wollaston 1848 | [ 2 ] [ 3 ] |

## Prémios
Medalha Copley
- Henri Milne-Edwards[2]